# کانتون سوکومبیوس
کانتون سوکومبیوس (به اسپانیایی: Cantón Sucumbíos) یک منطقهٔ مسکونی در اکوادور است که در استان ساکومبیوس واقع شده‌است.